# Senterungdommen
Senterungdommen, tidligere Senterungdommens Landsforbund, er en norsk ungdomsorganisationen for Senterpartiet.